# Quintus Claudius Flamen
Quintus Claudius Flamen római katonatiszt, politikus. A plebeius Claudiusok közé tartozott. Kr. e. 209-ben, a második pun háború idején praetor volt, és Tarentumért valamint a Sallentinus-kerületért felelt. Két legiót vezetett Hannibal ellen.
Kr. e. 207-ben propraetor volt, és megbízatását a következő évre is meghosszabbították. 207-ben katonái elfogtak két numidiai lovast, akiket Hasdrubal, Hannibal öccse menesztett bátyjához jelezve, hogy hadaival megérkezett Itália földjére, és javasolta a két pun sereg összekapcsolását. Flamen az elfogott hírvivőket az üzenet megtudakolása nélkül Caius Claudius Nero consulhoz küldte, ezzel megmentette Rómát a pusztulástól: Hannibal csak akkor értesült öccse érkezéséről, amikor halálhíréről is.

## Külső hivatkozások
- Dictionary of Greek and Roman Biography and Mythology. Szerk.: William Smith. Boston, C. Little & J. Brown, 1867.
Elérhető a Michigani Egyetem Könyvtárának honlapján: I. kötet (A–D); II. kötet (E–N); III. kötet (O–Z).